# Кабанов Олександр Сергійович
Кабанов Олександр Сергійович (14 червня 1948 — 30 червня 2020) — радянський ватерполіст, згодом тренер.
Учасник Олімпійських Ігор 1972, 1976, 1980 (як гравець), 1996, 2000, 2004, 2012 років (як тренер).